# Pont-et-Massène
Pont-et-Massène – miejscowość i gmina we Francji, w regionie Burgundia-Franche-Comté, w departamencie Côte-d’Or.
Według danych na rok 1990 gminę zamieszkiwało 137 osób, a gęstość zaludnienia wynosiła 22 osoby/km² (wśród 2044 gmin Burgundii Pont-et-Massène plasuje się na 773. miejscu pod względem liczby ludności, natomiast pod względem powierzchni na miejscu 1162.).